# 石巻港インターチェンジ
石巻港インターチェンジ（いしのまきこうインターチェンジ）は、宮城県東松島市にある三陸沿岸道路のインターチェンジである。
本記事ではすぐ東に隣接していた石巻港本線料金所（いしのまきこうほんせんりょうきんじょ）についても述べる。

## 概要
石巻港から約5 km、東松島市赤井に位置するトランペット型のインターチェンジである。1998年（平成10年）3月20日、矢本石巻道路の鳴瀬奥松島IC - 石巻河南ICの区間の開通と共に設置。後述する無料開放に伴い、料金所が廃止された。

## 石巻港本線料金所
石巻港本線料金所とは、かつて三陸道にあった本線料金所である。2003年（平成15年）12月14日に石巻河南IC - 河北IC間が三陸道で連続する区間としては初の無料区間として開通したのを受け、それに先立つ形で、2003年（平成15年）12月12日に石巻河南ICの料金所を廃止して新設された。その後、矢本石巻道路の有料区間部分（鳴瀬奥松島IC - 石巻河南IC）の料金徴収期間満了に伴い、2008年（平成20年）1月24日に当本線料金所は区間内の料金所と共に廃止された。

## 道路
- E45 三陸道（10番）

## 接続道路
- 宮城県道251号石巻港インター線
牡鹿郡女川町・石巻市鮎川浜（旧・牡鹿郡牡鹿町）へ向かう場合、この県道から石巻市道（石巻工業港臨港道路釜北線・東1号線及び東海岸線）・日和大橋・宮城県道240号石巻女川線経由で国道398号とつなぐことにより、石巻市内の渋滞を避けることができる。
- 宮城県道265号河南石巻港インター線

## 周辺
- 宮城県石巻西高等学校
- 石巻港（石巻工業港）
- 石巻青果花き地方卸売市場

## 隣
E45 三陸道
(9) 矢本IC - (10) 石巻港IC - (11) 石巻河南IC